# 우리별 2호
우리별 2호는 대한민국 2번째 인공위성이다. 우리별 1호가 영국 서레이 대학에서 제작된 것과 달리, 우리별 2호는 대한민국 카이스트에서 제작되었다. 지구관측과 우주플라즈마 측정 등의 임무를 수행하였다.
궤도는 800 km 원형 태양동기궤도 (경사각 98.57o)이며 자세제어방식은 중력경사 안정화 방식 및 자기토커제어 방식을 사용한다. 목표는 우리별 1호 시스템 개선 및 독자개발능력 확보, 국산 부품의 최대한 이용, 국내개발 실험 장치의 시험, 국내 우주 산업의 활성화이다.
주 컴퓨터 CPU는 80C186, 주 컴퓨터 성능은 1 MIPS이며, 운영 체제로는 실시간 운영체제인 Nucleus RTX를 수정하여 동적으로 프로그램을 실행할 수 있는 위성용 운영체제로 자체 개발한 별지기를 사용하였고, 부 컴퓨터 CPU는 Z80을 사용하였다.
우리별 2호는 설계 수명 4년을 넘긴 2002년 6월까지 지구와 교신하였다.

## 아마추어 무선
우리별 2호는 VHF UHF 아마추어 무선 중계기를 탑재, 전 세계 아마추어 무선사들이 자유롭게 이용할 수 있었다. 남극 세종기지에도 아마추어 무전기가 설치되어 있다. 남극 세종기지의 안승용 대원이 아마추어 무전기로 우리별 1호를 이용하기도 하였다. 우주에서 아마추어 무선사들이 자유롭게 교신할 수 있는 대표적인 곳은 국제우주정거장으로, 시간과 주파수만 맞추면 핸디 무전기로 언제나 국제우주정거장 우주인들 교신할 수 있다. 우주인 이소연이 아마추어 무선 교신을 하기도 하였다. 전 세계 사람들과의 아마추어 무선 교신은 국제우주정거장 우주인들의 평상시 활동 중의 하나이다.
우리별 2호의 아마추어 무선 주파수는 상향 145.98, 145.87 MHz, 하향 436.50 MHz이다. BBS방식으로 운용되었다

## 같이 보기
- 우리별 1호
- 우리별 3호